# 1262
Năm 1262 là một năm trong lịch Julius.